# Ryan Schraeder
Ryan Schraeder (Wichita, 4 maggio 1988) è un giocatore di football americano statunitense che milita nel ruolo di offensive tackle per gli Atlanta Falcons della National Football League (NFL).

## Carriera professionistica

### Atlanta Falcons
Al college, Schraeder giocò a football alla Valdosta State University dal 2010 al 2012. Dopo non essere stato scelto nel Draft NFL 2013, il 29 aprile 2013 firmò con gli Atlanta Falcons, con cui nella sua prima stagione disputò 13 partite di cui 4 come titolare. Nel 2015 disputò per la prima volta tutte le 16 partite come titolare. Il 21 novembre 2016, Schraeder firmò un rinnovo contrattuale quinquennale con i Falcons. Il 5 febbraio 2017, Schraeder partì come titolare nel Super Bowl LI in cui i Falcons furono battuti ai tempi supplementari dai New England Patriots dopo avere sprecato un vantaggio di 28-3 a tre minuti dal termine del terzo quarto.

## Palmarès

### Franchigia
- National Football Conference Championship: 1

Atlanta Falcons: 2016

## Statistiche
| Partite totali      | 128 |
| Partite da titolare | 128 |

Statistiche aggiornate alla stagione 2016